# Flachmalerei

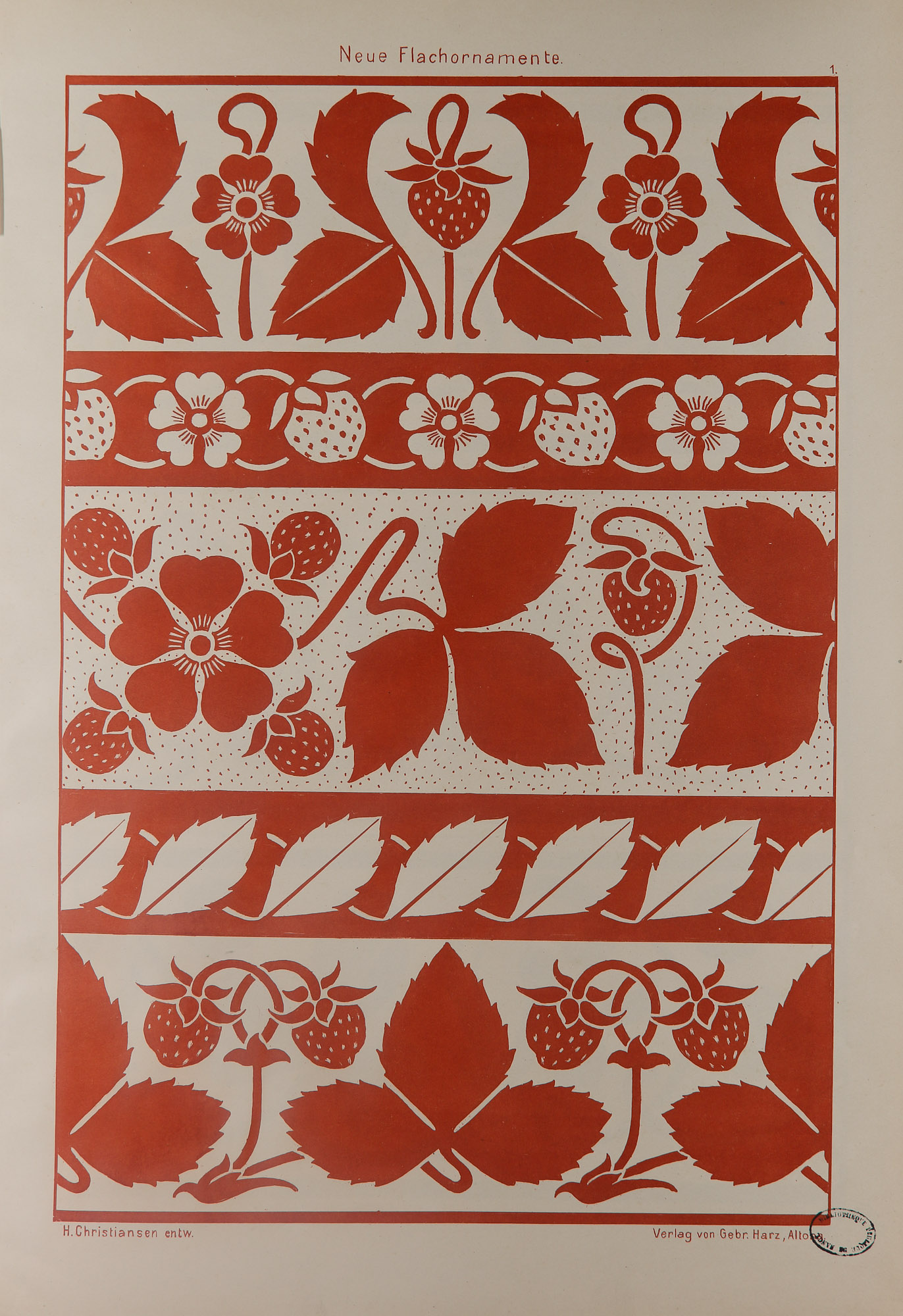
Die Flachornamente. Christiansen (15198531865)

Flachmalerei (ziemlich gleichbedeutend mit Flächenmalerei und Flachornament) ist eine Gattung der dekorativen Malerei, die in Flächen, meist nur in einer Farbe und ohne Schattierung, gehalten ist. Während man sich bei der gewöhnlichen Malerei bemüht, Körper und Räume in plastischer und perspektivischer Wirkung möglichst täuschend darzustellen, verzichtet man in der Flachmalerei grundsätzlich auf solche Wirkung, gibt alles flach und legt das Hauptgewicht auf die Konturen, von denen man dann verlangt, dass sie sich in gefälligen Linien bewegen, dass Zeichnung und Farben auf dem gegebenen Raum in harmonischer Weise verteilt sind und sich den Grenzen dieses Raumes unterordnen. Bei der Flachmalerei wird der Künstler gleichsam von selbst zur Stilisierung, d. h. zu einer Umbildung der der Natur entlehnten Formen geführt und auf die Komposition von ineinander greifenden Linien, Ranken und Ornamenten hingewiesen. Die Umbildung der Formen der Natur für die Zwecke der Darstellungsweise geschieht teils wegen der Deutlichkeit der Darstellungen, indem jeder Gegenstand von der Seite dargestellt werden muss, von der er sich am eigentümlichsten zeigt, teils mit Rücksicht auf die leichte Ausführbarkeit, teils auch nur um der Komposition willen.
Die Flachmalerei reicht bis in die älteste Zeit hinaus. Ihre Ausbildung steht im engsten Zusammenhang mit der Entwicklung der bildenden Kunst überhaupt. Zur höchsten Vollendung wurde sie von den Orientalen, besonders von den Persern und Indern, ausgebildet, die in Teppichen, gewebten Stoffen, Verzierung von Gefäßen aus Ton, Bronze etc. Mustergültiges geleistet haben. In Europa war sie im Anfang des 19. Jahrhunderts in Verfall geraten und später ganz verloren gegangen, indem man die Flächen nur mit wirklichen Gemälden oder Ornamenten, die Reliefs nachahmen, zu schmücken wusste. Erst seit der Reform des Kunstgewerbes ist die Flachmalerei wieder aufgenommen und als das richtige Prinzip für die Flächendekoration erkannt worden.

## Quelle
- Flachmalerei. In: Meyers Großes Konversations-Lexikon. 6. Auflage. Band 6: Erdeessen–Franzén. Bibliographisches Institut, Leipzig / Wien 1906, S. 647 (Digitalisat. zeno.org).